# Akademie umění a kultury pro seniory
Akademie umění a kultury pro seniory hlavního města Prahy byla zřízena v roce 2016 z podnětu ředitele hostivařské ZUŠ Jiřího Stárka za účelem kreativního využití volného času seniorské veřejnosti a potenciálu základních uměleckých škol.

## Motivace
Na základě podnětu ředitele ZUŠ Hostivař Jiřího Stárka otevřely – pod záštitou MHMP – některé ZUŠ (Základní umělecké školy) své prostory seniorské veřejnosti. Jiří Stárek si všiml, že prarodiče doprovázející vnoučata na hodiny zpěvu, hraní na nástroje, tanec, malování či drama s nimi nemohou doma trénovat, protože často sami potřebné dovednosti neovládají. Přitom senioři a seniorky disponují volným časem a dobrou vůlí, navíc se potřebují „zaměstnat“, aby nemysleli na zdravotní potíže, které s narůstajícími léty přibývají.
Veřejnost v seniorském věku dostala prostřednictvím Akademií umění a kultury pro seniory hl. m. Prahy příležitost k aktivnímu a smysluplnému naplnění volného času specificky zaměřeným studiem, které vhodně naplňuje jejich potřeby, ať už se jedná o  tvořivost, seberealizaci, či pomoc nejmladší generaci.
Velkým přínosem je však přínos sociální, neboť dochází k navázání nových kontaktů nejen s vrstevníky podobných zájmů.

## Výhody
- Mezigenerační setkávání
- Solidarita a komunikace
- Zdravotní hledisko
- Dopolední využití prostor ZUŠ
- Kvalitní a kvalifikovaný personál

## Pravidla
Pravidlem pro seniory a seniorky je, že jednu ZUŠ smí navštěvovat pouze tři roky, studium začíná společnou imatrikulací a končí slavnostní promocí ve vybraném sále dané ZUŠ. Vzdělávání probíhá zpravidla jednou za 2 týdny. Trvá vyučovací hodinu (45 minut) u individuální výuky a 2–3 vyučovací hodiny u výuky kolektivní, jakou je výtvarná, dramatická, sborový zpěv, sborová hra…
Výuka je pro seniory/ky starší 55 let zdarma.

## Akademie umění a kultury pro seniory na pražských ZUŠ

### Tříletý cyklus od října 2018
- Základní umělecká škola Adolfa Voborského, Praha 4, Botevova 3114
- Základní umělecká škola Jižní Město, Praha 4, Křtinská 673[4]
- Základní umělecká škola, Praha 5, Štefánikova 19
- Základní umělecká škola Charlotty Masarykové, se sídlem Praha 6, Půlkruhová 99
- Základní umělecká škola, Praha 10, Bajkalská 11

### Tříletý cyklus od října 2019
- Základní umělecká škola, Praha 1, Biskupská 12
- Základní umělecká škola Ilji Hurníka, Praha 2, Slezská 21
- Základní umělecká škola Jana Hanuše, Praha 6, U Dělnického cvičiště 1/1100 B
- Základní umělecká škola, Praha 7, Šimáčkova 16
- Základní umělecká škola, Praha 8, Taussigova 1150
- Základní umělecká škola, Praha 9, Učňovská 1

### Tříletý cyklus od října 2020
- Základní umělecká škola, Praha 3, Štítného 5
- Základní umělecká škola Vadima Petrova, se sídlem, Praha 4, Dunická 3136
- Základní umělecká škola, Praha 9, U Prosecké školy 92
- Základní umělecká škola, Praha 9, Ratibořická 30
- Základní umělecká škola, Praha 10 – Hostivař, Trhanovské náměstí 8

## Rozšiřování
Dobrá myšlenka Akademie umění a kultury pro seniory působí v současnosti především na území hl. m. Prahy, má však ambice se rozšířit po celé České republice i za jejími hranicemi jako příklad dobré praxe hodný následování.